# Martha Vasconcellos
Martha Maria Cordeiro Vasconcellos  (nacida el 18 de junio de 1948), es una reina de belleza brasileña que se convirtió en la segunda Miss Universo de su país, después de que Iêda Maria Vargas lo lograse en 1963. También es la quinta latinoamericana en ganar el título, después de Gladys Zender (Perú) en 1957 o Luz Marina Zuluaga (Colombia) en 1958. Vasconcellos es nativa del Estado de Bahía.

## Biografía
Vasconcellos supuestamente tenía un novio desde los doce años cuando representó a Brasil en el concurso de belleza Miss Universo 1968 en Miami Beach, Florida. Venció a las 64 concursantes, incluyendo a Anne Marie Braafheid de Curaçao (la primera mujer negra en ser primera finalista en la historia de Miss Universo), para ganar el título. 
La mañana después de su victoria, llamó a su familia y a su novio en Brasil, expresando sus sentimientos de nostalgia. Vasconcellos vivió en Nueva York durante el siguiente año, como requiere la organización de Miss Universo, luego regresó a Brasil en 1969 y se casó días después. 
Vasconcellos hoy lleva una vida tranquila y privada, prácticamente alejada del ojo público. Tiene dos hijos de su primer matrimonio con Reinaldo Loureiro: Leonardo y Leilane, y dos nietos, Felipe y  Guilherme. Actualmente reside en el área de Boston, Massachusetts y trabaja para una organización de habla portuguesa como consejera de los derechos de las víctimas.